# 内斯托·科洛尼亚

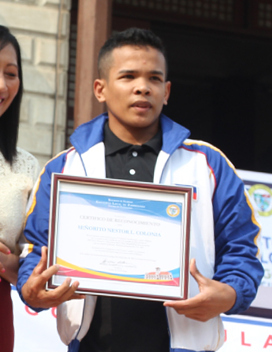
内斯托·科洛尼亚

内斯托·科洛尼亚（1992年2月16日—）是一名菲律宾举重运动员，身高1.58米，曾获以255千克的成绩获广州亚运会男子56公斤级举重第六名。